# Stauroteuthis syrtensis
Stauroteuthis syrtensis är en bläckfiskart som beskrevs av Addison Emery Verrill 1879. Stauroteuthis syrtensis ingår i släktet Stauroteuthis och familjen Stauroteuthidae. Inga underarter finns listade i Catalogue of Life.